# Янченко Петро Олександрович
Петро Олександрович Янченко (нар. 12 червня 1830 — пом. 1901) — український поміщик, голова Катеринославського губернського земського зібрання (1872—1885).

## Життєпис
Народився в сім'ї поміщика Олександра Андрійовича в селі Добропілля 12 липня (30 липня по старому стилю) 1830 року. Він був шостою дитиною в сім'ї. Як і його дід і батько він почав свою кар'єру в армії, дослужившись до звання штабс-ротмістра, а завершив її на цивільній службі у званні дійсного статського радника.
Саме Петру довелося налагоджувати відносини з селянами після скасування кріпосного права в 1861 році. Але він не поспішав це робити на квітень 1862 року статутна грамота з колишніми кріпаками ще не була підписана. Розгляд викупного договору відбувся тільки 2 грудня 1863 року. Згідно з угодою селяни отримували 2 десятини землі на людину, стільки скільки у них було до реформи. Частина земель що не оброблялися після 1861 року Петро продав колоністам і іншим дворянам.
У 1864 році він згадується в документах як кандидат у світові посередники 10-го ділянки Бахмутського повіту. Із заснуванням в 1866 році Бахмутського земства, Петро Олексійович весь свій час зосередив на земській роботі. На першому ж засіданні його обрали членом Бахмутської земської повітової управи і членом повітового училищної ради. У 1869 Петро стає губернським гласним і членом ревізійної комісії; в 1870 році його затвердили як мирового суддю Бахмутського повіту; будучи суддею він одночасно з 1870—1876 був беззмінним секретарем губернської земської управи і гласним губернського земського зібрання. У 1872 році Петра обрали головою губернського земського зібрання. На цій посаді він перебував до 1885 року.
У 1885 році несподівано для всіх Петро зняв з себе посаду голови і вийшов зі складу губернського земського зібрання. У 1889 році він вже згадується як керуючий Казенної палатою Катеринославської губернії. Цю посаду він обіймав до 1893 року.
У 1890 році Янченко виконував обов'язки губернатора під час поїздки останнього на рудники Завадського і Лемішевського в Слов'яносербському повіті. У 1895 році Петра обрали членом Училищної ради Катеринославської Маріїнської жіночої гімназії. Про діяльність Петра Олексійовича після 1895 року нічого невідомо.
Остання згадка про Петра Олексійовича як власника маєтку в селі Добропілля датується 1900 роком.